# Papierowy kochanek
Papierowy kochanek – dramat Jerzego Szaniawskiego w trzech aktach. Prapremiera odbyła się w Teatrze Bagatela w Krakowie 28 kwietnia 1920.

## Treść
Głównym bohaterem utworu jest Pierrot, który przypadkowo trafia do willi pana Hipolita: znudzonego dorobkiewicza i ojca równie znudzonej córki - Nelly. Pierrot budzi nieoczekiwanie zainteresowanie panny Nelly, która wkrótce się w nim zakochuje i zachodzi w ciążę. Pierrot zmuszony jest do małżeństwa i przechodzi przeobrażenie: zrzuca kostium Pierrota, wkłada dobrze uszyty garnitur i staje się cynicznym zięciem bogatego przemysłowca.

## Inscenizacje (wybór)[3]
- Teatr Reduta (1920)
- Teatr Polski w Poznaniu (1920, reż. Bolesław Szczurkiewicz)
- Teatr Nowy im. Heleny Modrzejewskiej w Poznaniu (1928, reż. Jan Kochanowicz)
- PWST w Warszawie (1967, reż. Stanisława Perzanowska)
- Teatr im. Wojciecha Bogusławskiego w Kaliszu (1976, reż. Maria Straszewska)
- Teatr Polski w Szczecinie (1976, reż. Maria Straszewska)
- Lubuski Teatr Dramatyczny im. Leona Kruczkowskiego w Zielonej Górze (1980, reż. Maria Straszewska)
- Teatr Dramatyczny im. Jerzego Szaniawskiego w Wałbrzychu (1982, reż. Jarosław Kuszewski)
- Teatr Dramatyczny w Elblągu (1983, reż. Ewa Kołogórska)
- Teatr Ochoty w Warszawie (1990, reż. Anna Dziedzic)
- Teatr Dramatyczny im. Jerzego Szaniawskiego w Płocku (2021, reż. Paweł Paszta)

## Spektakle telewizyjne
- Papierowy kochanek (1968, reż. Maria Straszewska)[4][5]
- Papierowy kochanek (1988, reż. Ignacy Gogolewski)[6][7]